# الزلفي
مدينة الزلفي هي أكبر مدن محافظة الزلفي وفيها إمارة الزلفي التابع لـ إمارة منطقة الرياض في المملكة العربية السعودية. تقع في وسط المحافظة على أطراف شعيب سمنان بين جبال طويق ورمال نفود الثويرات ويبلغ عدد سكانها 68,317 نسمة.

## التسمية
اختلف في أسباب ومنشأ تسمية الزلفي حيث قيل: إنها زليفات لتدرج جبل طويق في الارتفاع عندها،
وقال ابن خميس:
هي زلفى وياؤيها الآن بدع ألف قبلها فحلت مكانه
وقيل: إن زليفات تعني القرى المحيطة بالزلفي كما ذكر ابن بليهد. كما أن هناك من قال من الإزدلاف وهو الانتقال من مكان إلى آخر.
قال ابن بليهد في معجمه: بل أعرف الموضع الذي قال فيه الحطيئة فالزليفات المذكورة في هذا البيت هي (بلد الزلفي) نسبة إلى موقعها والتابع لها من القرى يقال لها: زليفات، وقد ورد لها ذكر في أشعار العرب وأخبارها، وهي تحمل هذا الاسم إلى هذا العهد (الزلفي).

## التاريخ
أتى ذكر الزلفي كثيراً في أشعار العرب وكتبهم ويوجد بها أثار تعود إلى العصر الحجري.
ذكر الأصفهاني في القرن الثالث الهجري أن الزلفي لبني تميم من مضر من عدنان.
وذكرها الحطيئة شاعر الهجاء في عهد الفاروق رضي الله عنهما.

### قائمة بالوقائع التاريخية
1098 هـ سطوة آل محدث من بني العنبر من تميم، على الفراهيد أصحاب علقة الذين سبق وأن طردوهم بمساعدة آل مدلج.
1113 هـ سطا آل راشد أصحاب الزلفي والأسياح وأخرجوا من الزلفي آل مدلج الذين سبق وأن استولوا عليها.
1128 هـ سطا راعي قرية المجمعة حمد بن عثمان على آل راشد في الزلفي.
1164 هـ قاد عبد العزيز بن محمد بن سعود غزوا لمهاجمة الزلفي، فخيم على ماء الحسي، وأمر على الغزو عبد الله بن عبد الرحمن، ورجع إلى الدرعية، ناوشهم عبد الله وأخذ منهم أغناماً.
1165 هـ رجوع برد شيتة، نازل عبد العزيز بن محمد بن سعود سكان سدير ومنيخ (المجمعة) والزلفي والوشم والظفير بقيادة فيصل بن ونازلوا قرى رغبة والمحمل وأخذوها.
1165 هـ وقعة روضة السبلة على الظفير من بني خالد بقيادة عبد الله بن تركي بن محمد ابن حسين آل حميد، وانهزم الظفير، وقيل إنها بعد دخول السابعة والستين.
1167 هـ محمد بن سعود يغزو الزلفي قادماً من الخرج إلا أنه لم يحكم السيطرة.
1174 هـ الإمام عبد العزيز يسرق أغنام أهل الزلفي فلحقوه واستردوها.
1182 هـ سعود بن عبد العزيز يغزو الزلفي لأول مرة، وسار بعدها إلى سبيع في حائر نساح، وآل مرة في موضع قنى شمال الدحي.
1186 هـ تمرد الزلفي والمجمعة على سعود.
1188 هـ وجه سعود بن عبد العزيز سرية إلى الزلفي يقودها عدامة بن سويري من بني حسين، فصادف غزوا لأهل الزلفي فقتلهم جميعاً.
1188 هـ سعود بن عريعر يهاجم الزلفي والقصيم، ويقاوم من قبل أنصار آل سعود والشيخ محمد بن عبد الوهاب.
1190 هـ اشتداد معسكر آل سعود بانضمام سكان الزلفي ومنيخ (المجمعة).
1193 هـ سعدون بن عريعر يتآمر مع سكان حرمة والزلفي للهجوم على المجمعة مركز أنصار آل سعود.
1194 هـ سعود يغزو الزلفي، كما غزاها أيضاً عبد الله بن محمد بن سعود، حتى بايع أهل الزلفي، ثم أرسلوا وفداً منهم إلى الدرعية وبايعوا على السمع والطاعة.
1195 هـ فر مشاري من أسرة بمصر وعاد إلى القصيم حيث جمع أهل الزلفي وثرمداء.
1196 هـ سعدون بن عريعر ينزل على مبايض ومعه أهل الزلفي ويسيطرون على الروضة، ذبحة المطاوعة في القصيم.
1217 هـ سعود بن عبد العزيز ينزل بروضة السبلة ويجمع البوادي في طريقه إلى الحجاز.
1235 هـ مشاري بن سعود يقدم إلى الوشم، ثم إلى الدرعية ومعه رجال من القصيم والزلفي وثرمداء وغيرهم من عبيد الدرعية، ومعهم حملات من الأرز والطعام.
1237 هـ سار أهل الزلفي على منيخ وسدير وأرادوا أن يصير لهم رياسة على البلدان.
1239 هـ تركي بن عبد الله يغزو سدير، ووفد اليه رئيس الغاط أحمد بن محمد السديري وأهل الزلفي، فلما عزم على الرحيل استنفر أهل الزلفي والغاط ومنيخ وسدير فقصد بهم حريملاء.
1240 هـ أخذت قافلة أهل الوشم والقصيم والزلفي والعارض برئاسة علي آل حمد، من قبل شعبان بن مغيليث بن هذال من عنزة في جراب.
1241 هـ مات ناصر الراشد أمير الزلفي.
1263 هـ الامام فيصل يعين محمد بن احمد السديري أميراً في ناحية سدير ومنيخ والطويرف والزلفي.
1277 هـ عبد الله الفيصل يقوم بالطبعة على العجمان قرب الجهراء وأخذ حمدي بن سقيان من شيوخ بني عبد الله المشهورين من مطير جهة نفود الزلفي، ثم يغير على عرب بن سقيان شرق قرية المنسف بالزلفي.
1278 هـ فيصل بن تركي يغزو العجمان، وانضمت اليه مطير وبنو هاجر وانكسر ابن سقيان قرب المنسف بالزلفي.
1299 هـ عبد الله الفيصل يحاصر المجمعة، وأهلها يستنجدون بمحمد آل عبد الله بن رشيد، ولما وصل هذا إلى الزلفي ارتحل عبد الله ورجع إلى الرياض.
1301 هـ هاجم عبد الله بن فيصل الزلفي بجيش من شمر وحرب وانضم اليه أمير القصيم حسن آل مهنا أبا الخيل، ثم رجعوا إلى الزلفي ومن معه من أهل المحمل وسدير.
1347 هـ 19 شوال وقعة السبلة وكان علم الحرب مع آل السكران، وفي وقت محمد الراشد البداح مع عبد الرحمن الصعيب، ثم حملة حمود الترز المطيري وحمود الشايقي.

### وثيقة سور العقدة السفلى
من وثيقة سور العقدة السفلى
بحضور الأمير عبد الرحمن بن عطا الله أمير الزلفي حضر عندي عبد الله محمد العبد العزيز وعبد العزيز بن علي العبد الكريم وعبد العزيز البداح وأحمد بن عبد الله البداح واتفقوا جماعة العقدة السفلى على بنيان سور على عقدتهم وما كان من أرض بيضاء داخل السور يلحق المالك له والمشُترى منه البوع ريال طول بعرض عشره أبواع والمشِتري داخل السور يُلحق البيع نصف ريال طول بعرض عشره أبواع واتفقوا على أن الذي داخل السور سبع اذرع أو ثمان دار ما دار السور ما يركى عليه بيت ولا جدار ولا يفتق منه باب ولا هو ملك لا حد ويصير بالسور أربع أبواب واحد شمالي وواحد قبلي وواحد جنوبي وواحد شرقي وعند كل باب مقصورة وحنا نوافق أمرهم على نفقه السور والراضين بما دبروا المذكورين أعلاه هم محمد بن إبراهيم المعتق وخزعل دخيل الخزعل وموسى دخيل الخزعل وعبد المحسن السعود الدعفس وأحمد الدعفس واحمد محمد الدريويش وعبد العزيز الزيد العامر وعبد الله راشد الرومي وناصر بن زيد الخنيني وعبد الله المحمد والبصري وعبد الرحمن السعد الخريصي وناصر بن عبد العزيز السكران ومحمد بن علي البدر وراشد عثمان الصغير ومحمد العبيد المنصور ومحمد بن أحمد الحبيس وجارالله بن حسين المسعود ومحمد بن راشد العامر وحمد العتيق وصالح بن عبد الرحمن المنديل الله يوفقهم للصواب ولأقامه بالعدل وافترقوا المذكورون على الرضا والقبول شهد على ذلك صالح بن سليمان وإبراهيم بن بصري وشهد عليه كاتبه حمود بن إبراهيم الذييب وصلى الله على محمد واله وصحبه وسلم 30 ذو الحجة 1347 هجري.

## التضاريس
- جبل طويق

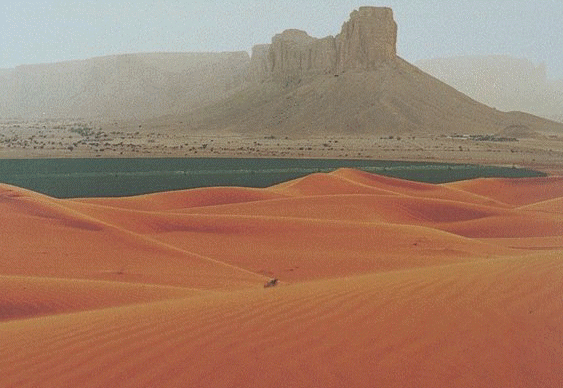
جبل طويق مع نفود الثويرات.

يرتفع جبل طويق حوالي 150 متر فوق سطح البحر وهو يحد مدينة الزلفي من الشرق مكون من الأحجار الجيرية.
- نفود الثويرات
وهذا الكثبان الرملية تكونت بفعل عوامل مناخية بتعرية الصخور وتفتتها بسبب الرياح وتفتيتها للصخور وكذلك فعل الأمطار والأحوال المناخية القاسية في التربة وتفتيتها وحمل الرياح لهذه الرمال المتفتتة وتجمعها في مناطق حوضية يهبط فيها عن المستوى العام لسطح الأرض، أو في مناطق محمية بموازاة الحافات الصخرية حيث تهبط سرعة الرياح فتلقي حمولتها من الرمال وذلك بشكل مستمر... يعتقد أن سبب أصل تسمية نفود أصلها نفوث لأن الرياح تنفث الرمال المتحركة ومع مرور الزمن قلبت من نفوث إلى نفود لسهولة نطقها والله أعلم

وتحد الزلفي من الشمال والغرب.

### الأودية وأماكن الرعي
هناك الكثير من الأودية وأماكن الرعي في الزلفي ومن أشهرها:
- وادي سمنان
وهو من أهم أودية الزلفي حيث ينحدر من جبل طويق ويتجه غرباً ويتفرع قبل مركز الروضة -الحيطان-إلى فروع عدة تحيط بالبلدات القديمة بالزلفي.[2]
وسمنان ماء ومنهل قديم من مناهل الجاهلية وهذا الاسم منذ العهد الجاهلي وإلى اليوم، وقد ورد ذكر سمنان في الكتب والمعاجم القديمة.
قال ياقوت الحموي: (سمنان قرية في ديار تميم قرب اليمامة).
وقال زياد بن منقذ:

ويقول ابن بليهد في كتابة صحيح الأخبار (سمنان قرية بطرف جبل اليمامة الشمالي) وقد اشتهر سمنان منذ القدم بالنخل
وقد ذكره أبو حاتم السجستاني في كتابه (النخل) حيث قال: والغرابات نخلات لي بسمنانصليبات المزرع حسنات النبتة
وقد كان سمنان مأهولاً بالسكان منذ القدم وفيه نشاط زراعي وتجاري واجتماعي.
- وادي مرخ
أشهر أودية الزلفي وأطولها وسمي بمرخ نسبة لنبات المرخ، ينحدر سيله من جبال طويق مما يلي الغاط شرقاً ثم يذهب سيله باتجاه الشمال حتى يفيض في روضة السبلة.
قال ابن بليهد: وادٍ يقع في الجهة الشرقية من الزلفي قريب روضة السبلة وقريب نفود الضويحي.
وقد ذكرها الحطيئة مخاطبا عمر بن الخطاب في بيته القائل: ماذا تقول لأفراخٍ بذي مرخٍزغبُ الحواصل لا ماء ولا شجرُ

ولوادي مرخ العديد من الروافد التي تسنده كشعيب السايله وشعيب أم العشاش وشعيب الحسكي وشعيب النوم وشعيب جارالله وغيرها.
- وادي عريعرة
وادي من أودية الزلفي ينحدر سيله من جبال طويق ويتجه غرباً إلى بلدات الزلفي. فيه نخيل ومياه كثيرة، وهو منهل من مناهل الجاهلية وقد ذكره ياقوت الحموي بقوله: ((عريعرة: ماء لبني ربيعة باليمامة))
وقال الأصمعي: هي بين الجبلين والرمل.
- جزرة
منهل من مناهل الجاهلية فيها عين جارية وحولها آثار.تقع شمال مدينة الزلفي وتبعد عنها بمسافة (20 كم).
كان اميرها الفارس الشيخ/ نقاء بن قرزوح من الأساعدة من قبيلة عتيبة
ذكرها جرير بقوله:

وقال الأصفهاني:
ثم أراب (جراب) وهو ماء لبني العنبر ثم جزرة وهي لهم أيضاً.
- الثوير
قرية من قرى الزلفي وهي قديمة ذكرها ياقوت فقال (أُبيرق أبيض لبني بكر بن كلاب)، وهي قرية داخل أكثبة رمال الثويرات على الشمال من الزلفي وتبعد عن مدينة الزلفي مسافة (40 كم) وتعد أكبر قرية في المنطقة وتسكنها أسر ضخمة من عوائل عتيبة المتحضرة.
قال الشاعر:

وقال الأصفهاني ((ولبني حنجود أيضاً الحمارة والثوير والموجدة ومياه كثيرة)).
- الطرغشة
تقع إلى الجنوب من مدينة الزلفي وهي ماء قديم.
قال ابن جهين:(الطرغشة معروفه إلى اليوم جنوب بلد الزلفي وعلى مسافة أكيال منها في حفن رمل الرغام، بها آبار وآثار توحي بعمران قديم.)
- أم العشاش
تقع إلى الجنوب الشرقي من مدينة الزلفي، وقد ذكرها ياقوت الحموي والفرزدق والأصفهاني.

### جبل طويق
كما قال الشاعر عبد الله الدويش
اظن مايحتاج ناصف لك الدار ـــــــــــــــــــ ماقف طويق حي هاك الديارا
من أهم المعالم بمحافظة الزلفي وهو أشهر جبل في نجد يبدأ من الزلفي وتحديداً مما يلي جزرة ثم يذهب مجنباً ماراً بالزلفي ثم بالعديد من المدن النجدية ثم يتجه إلي جنوب المملكة ليدفن بـالربع الخالي.
وذكر عبد الله بن خميس في معجمه الجغرافي: يمتد هذا الجبل (أي جبل طويق) من الزلفي شمالاً إلى الربع الخالي جنوباً بما يزيد على ألف كيل، ومن الغرب إلى الشرق يأخذ في الانحدار التدريجي حتى يلامس السهول الشرقية بما يتراوح بين 25 إلى 30 كيلاً، وتسيل منه أودية عظيمة نحو الشرق تضم مدناً وقرى ونخيلاً ومزارع وبلداناً عامرة ومرابخ وخمائل في منتهى الخصب والوفرة والكثرة.

## المناخ السائد
مناخ الزلفي مناخ قاري شديد الحرارة صيفاً مع ليل معتدل بارد شتاءً ويتميز بانخفاض الرطوبة طوال العام، خاصة في فترة الصيف، وبالفرق الكبير بين درجات الحرارة خلال النهار والليل. ففي الصيف تتراوح درجات الحرارة الصغرى بين (21 – 37) درجـة مئوية والعظمى بين (41 -49) درجـة مئوية.
أما في الشتاء فالجو ممطر وبارد تتراوح فيه درجات الحرارة العظمى بين (16 – 28) والصغرى بين (-1 – 13) درجة مئوية، وقد تنخفض إلى ما دون خمس درجات تحت الصفر مما تتسبب بالصقيع أحياناً ونزول البرد، فيما تتراوح درجات الرطوبة بين (40 – 49 بالمائة)، ويتراوح معدل الأمطار بين 11.5 و 14.9 سنتيمتر (حوالي 6 بوصات).

## الموقع الجغرافي

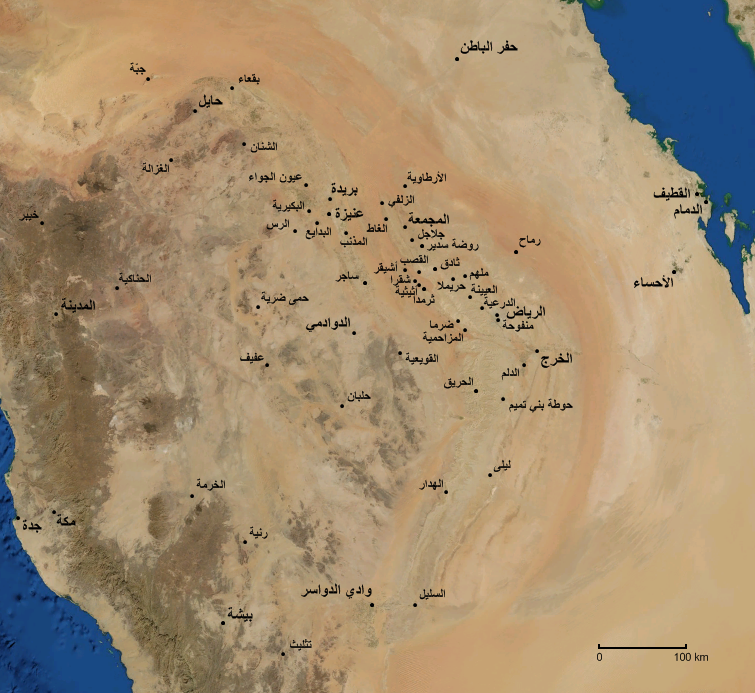
خريطة تبين بعض أهم المدن والقرى والهجر الواقعة على هضبة نجد بالإضافة إلى بعض الحواضر والمدن المجاورة.

تقع مدينة الزلفي في إقليم نجد في أقصى شمال منطقة الرياض، وتبعد عن العاصمة الرياض مسافة 260 كلم تقريباً شمالاً وتبلغ مساحتها 5540 كلم وترتفع عن سطح البحر بحوالي 600 متر وعدد سكانها 68,317 نسمة وذلك حسب احصائية التعداد السكاني لعام 2022م. تعتبر الزلفي محافظة من الفئة (أ)وتعد المدينة من المدن الكبيرة بمنطقة الرياض من ناحية المساحة والكثافة السكانية وتبلغ نسبة التحضر فيها أكثر من 98% وذلك حسب التقرير الرسمي لـ الهيئة العليا لتطوير منطقة الرياض.

### الحدود
يحدها من الشمال علقة
ومن الشرق جبل طويق
ومن الغرب نفود الثويرات
ومن الجنوب مركز الروضة، ومحافظة الغاط.

## نبات المنطقة

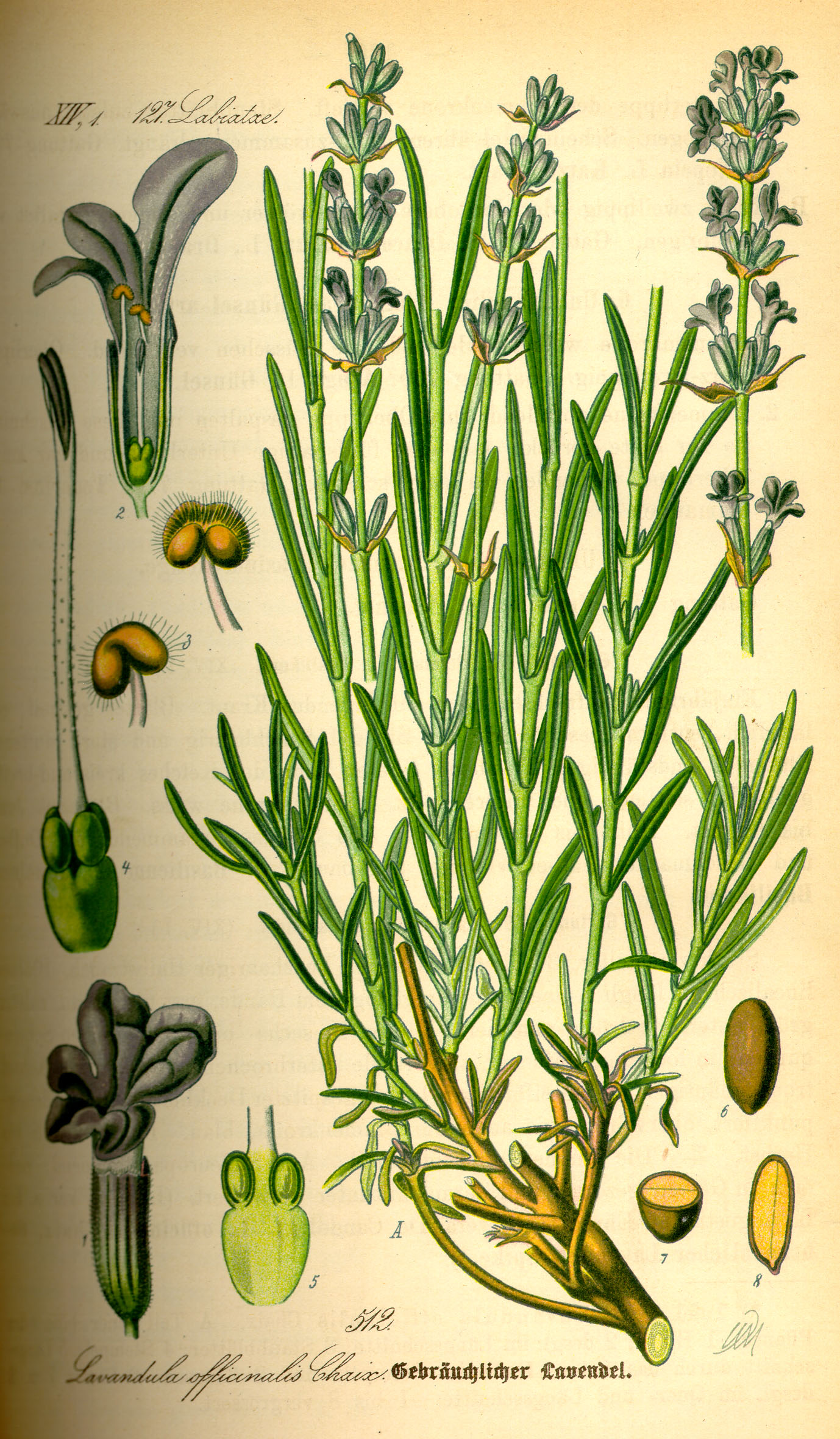
الخزامى

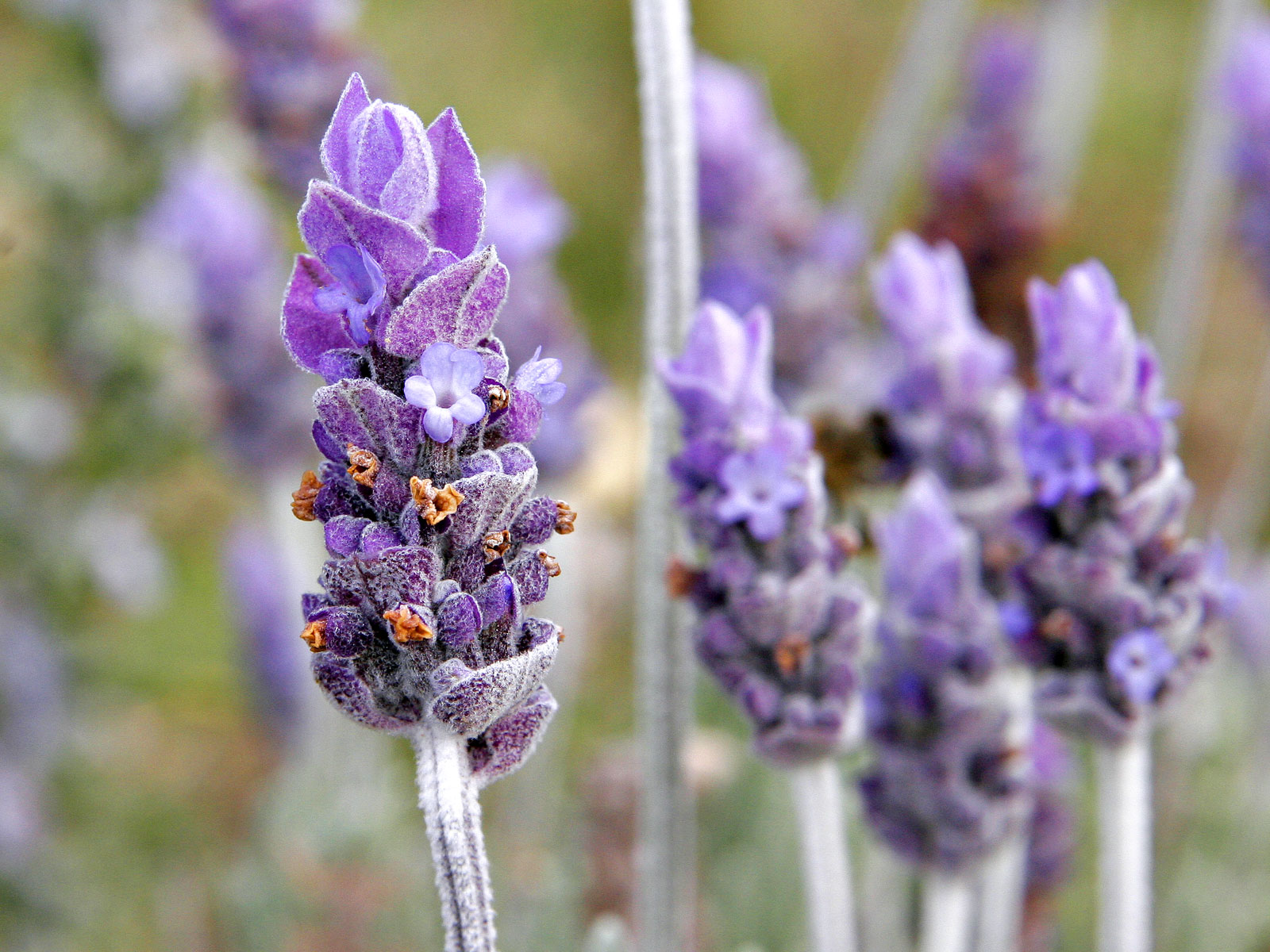
نورات الخزامى

- النفل
- البابونج
- الشيح
- الأرطة
- الخزامى
- الطلح
- الغضا
- الأثل
- الطلح الفضي
- الطلح الزيتوني
- الغاف
- الرمث
- العاذر
- الثندا
- الطلح الرمليالطرثوث بجميع انواعه

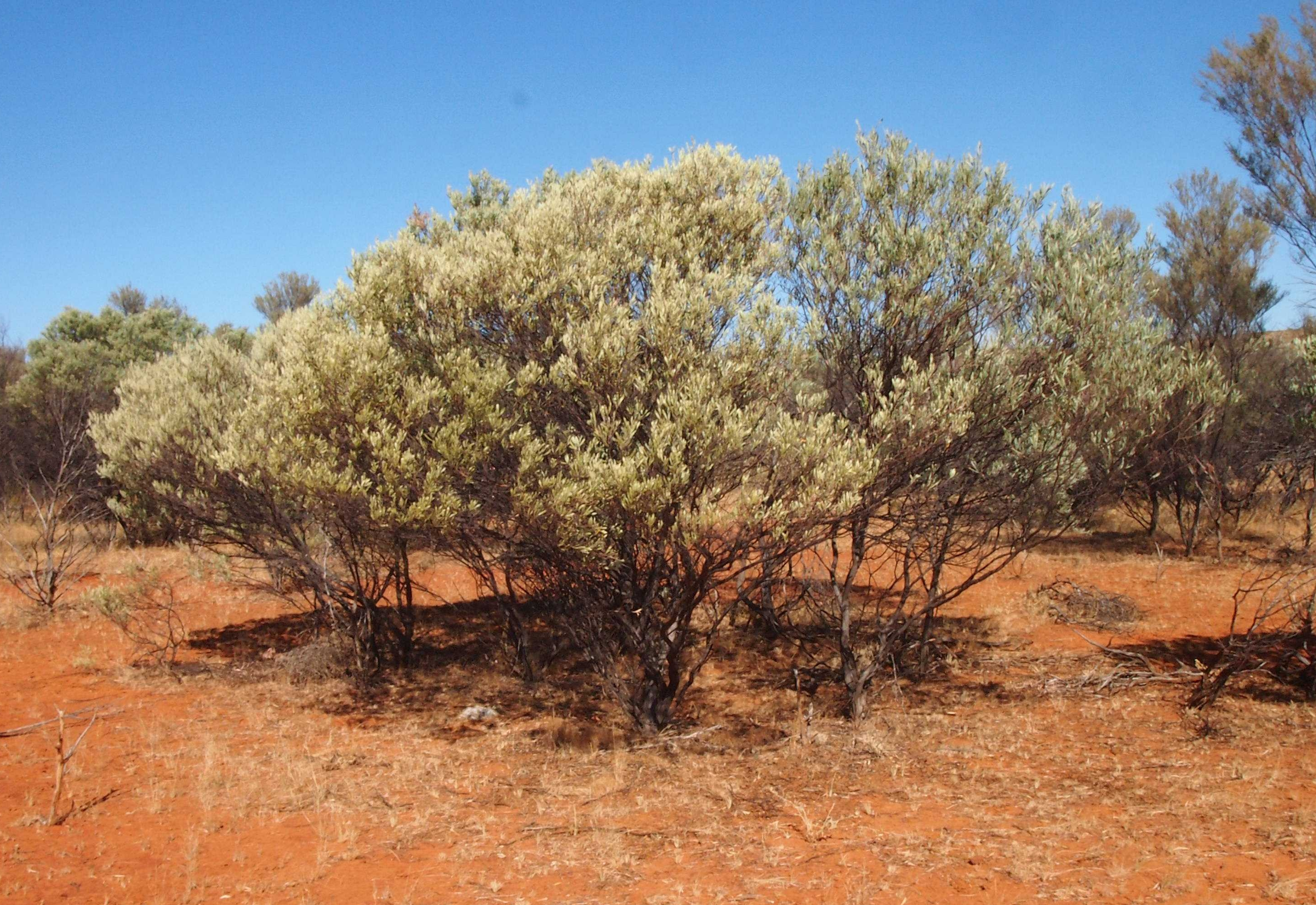
الطلح الرملي

- الاكاسيا بجميع انواعها المحلية والعالميه

### المحميات الطبيعية
محمية روضة السبلة

## بلديات أحياء المدينة

### أحياء وضواحي الزلفي
- حي القدس
- حي اليرموك
- حي اليمامة
- حي السيح
- حي الصناعية
- حي العزيزية
- حي الفاروق
- حي الفيصلية
- حي الخالدية
- حي السلام
- حي عريعرة
- حي سمنان
- حي علقة
- حي الصديق
- حي الفالح
- حي السلام
- حي الريان

## التعليم
بدأ التعليم النظامي في محافظة الزلفي عام 1368هـ عندما افتتحت أول مدرسة بها وهي مدرسة القدس الابتدائية وكان ذلك في عام 1368هـ، على يد الشيخ/ أحمد بن مبارك أبو راسين وذلك بأمر من الملك عبد العزيز، ومن ثم افتتحت ثاني مدرسة بالزلفي وهي مدرسة ابن خلدون الابتدائية عام 1372 هـ، وتلاها افتتاح مدرسة علقة والروضة الابتدائية عام 1374هـ، ثم أنشئت إدارة للتعليم عام 1402 هـ، وقد توالى افتتاح المدارس الابتدائية إلى أن بلغت اليوم أكثر من خمسين مدرسة في كل الأحياء والقرى، ويبلغ عدد المدارس المتوسطة للبنين سبع مدارس وخمس ثانويات.
يضاف إلى ذلك المعاهد والكليات المختلفة للتعليم العالي والتي تتبع جهات ومؤسسات تعليمية أخرى وهي: المعهد العلمي التابع لجامعة الإمام محمد بن سعود الإسلامية، ومعهد التدريب المهني والكلية التقنية التابعة للمؤسسة العامة للتدريب التقني والمهني، ويحتويان عدة تخصصات مختلفة، وتوجد أيضاً كلية طب الأسنان وكلية العلوم وكلية التربية.
أما تعليم البنات فقد تم افتتاح أول مدرسة عام 1384هـ ثم توالى افتتاح المدارس الابتدائية والمتوسطة والثانوية والتي بلغت (27) مدرسة ابتدائية و(13) مدرسة متوسطة و(7) مدارس ثانوية.
بالإضافة إلى كلية التربية للبنات ومركز للتفصيل والخياطة ورياض الأطفال والحضانات. وقد تم افتتاح إدارة تعليم البنات عام 1405هـ.

## الخدمات الصحية
بدأت الخدمات الصحية في محافظة الزلفي عام 1375 هـ قبل ما يزيد على 55 سنة بافتتاح أول مستوصف ثم افتتاح مستشفى الزلفي العام عام 1387 هـ والآن تنتشر مراكز الرعاية الصحية في المحافظة والقرى التابعة لها وقبل عامين تم افتتاح المجمع الطبي «المستشفى الجديد»، كما يوجد فرع الهلال الأحمر السعودي وتم افتتاحه عام 1396 هـ.

## الحركة التجارية والصناعية
أسوة بكثير من مناطق ومحافظات المملكة العربية السعودية فالزلفي مركز تجاري وصناعي ذو حركة وقدرة كبيرة حيث تنتشرالمحلات التجارية فيها بكثرة وحسب الإحصائيات يزيد عدد الرخص التجارية على 7000 رخصة، وتزيد الرخص الصناعية حالياً على 35 مصنعاً مختلفاً لأسلاك اللحام والألمونيوم والمنتجات البلاستيكية والزراعية وهياكل السيارات ومصانع الخرسانة والبلاط والرخام وغرف النوم والمواد الغذائية والألبان والعصائر وتحلية المياه ومعامل الثلج. وصناعية الزلفي تصدر منتجاتها إلى أنحاء المملكة والخليج العربي وأكثر من 25 بلد آخر في العالم. ويشرف على الحركة التجارية فرع وزارة التجارة كما توجد غرفة تجارية وصناعية بالمحافظة تساهم في تلك الحركة التجارية الصناعية.

## الناحية الزراعية
الزلفي مدينة ذات مقومات زراعية كبيرة حيث خصوبة الأرض ووفرة المياه واشتهرت بغزارة إنتاجها النباتي وفي مقدمة ذلك التمور حيث انتشار النخيل، وفي الزلفي حالياً ما يزيد على 8000 مزرعة يبلغ إنتاجها من التمور أكثر من 7360 طن ويوجد في الزلفي أكثر من مليوني نخلة مثمرة، أما المشاريع الزراعية فتصل إلى 79 مشروعاً، ويعود الاهتمام الرسمي بالزراعة في الزلفي إلى عام 1382هـ عندما افتتح فرع للزراعة وتم تطويره إلى مديرية عام 1405هـ.

## النشاط الرياضي
تم افتتاح مكتب وزارة الرياضة بالزلفي عام 1395هـ. ويشرف على (4) أندية هي نادي الزلفي (مرخ سابقاً) - نادي طويق - نادي الباطن - نادي القيصومة، وأول نادي تم افتتاحه رسمياً هو نادي طويق في عام 1384هـ، ثم تلاه نادي الزلفي في عام 1389هـ.
ويمارس شباب الزلفي أنشطتهم الرياضية وهواياتهم الثقافية والفنية في هذه الأندية والتي تمارس دوراً هاماً في حياة الشباب.
ويوجد في الزلفي أستاذ رياضي متكامل تابع لنادي الزلفي (مرخ سابقا).
نادي الفروسية:
تم تشكيل أول مجلس إدارة للنادي في عام 1415هـ وكانت السباقات تقام فبل ذلك التاريخ ولكن بشكل غير منتظم. وفي عام 1418هـ صدر قرار وزاري بتخصيص أرض للنادي بمساحة 4 ملايين متر مربع وتم توفير الأموال اللازمة، وبدئ العمل بالمشروع منتصف شهر رمضان حتى تاريخ افتتاحة رسمياً في 29/10/1418 على كأس عز الخيل. وحاز الميدان على عدة بطولات على مستوى المملكة ومن ذلك بطولتين لعز الخيل.

## التنمية المستدامة
التنمية المستدامة في المملكة العربية السعودية هي عملية تطوير الأرض والمدن مثل الزلفي والمجتمعات القريبة والبعيدة منا وكذلك الأعمال التجارية بشرط ان تلبي احتياجات الحاضر بدون المساس بقدرة الأجيال القادمة على تلبية حاجاتها. ويواجه العالم خطورة التدهور البيئي الذي يجب التغلب عليه مع عدم التخلي عن حاجات التنمية الاقتصادية وكذلك المساواة والعدل الاجتماعي.

## الطرق والمواصلات
- طريق الثويرات
- طريق حفر الباطن: يقع بشمال الشرقي للمدينة ويربط الزلفي بالحفر وبالكويت.
- طريق الغاط: ويربط جنوب الزلفي بسريع الرياض القصيم ومحافظة الغاط.
- طريق المستوي: يقع غرب الزلفي ويربط الزلفي بطريق القصيم وام سدرة.
- طريق الرياض القصيم السريع: يبلغ طوله 317 كيلومتراً من الرياض للقصيم ويربط جنوب شرق الزلفي برياض مروراً بسدير والقصيم والغاط.

## الجوامع والمساجد القديمة
مسجد أبو عتيق:
وهو المسجد الواقع في وسط السوق القديم بجوار السوق من الشرق وهو من المساجد القديمة جداً.
مسجد العليوية:
وهو المسجد الواقع إلى الغرب من السوق على امتداد شارع الأمير وهو من المساجد القديمة في حي البلاد إلا أنه كان خارج السور.
مسجد سالم:
وهو المسجد الواقع شرق المسجد الجامع في السوق الشمالي حالياً والمسمى بجامع الملك عبد العزيز وسمي بمسجد سالم نسبة إلى سالم العمر.
مسجد الجمل:
وهو المسجد الواقع شمال مسجد أبو عتيق بالقرب من محلات البيان من الغرب وأصله للجاسر ونسب إلى الجمل لأنه يصلي فيه إماما.
مسجد الذييب:
وهو المسجد الواقع جنوب جامع الملك عبد العزيز على نفس شارع الملك عبد العزيز.
مسجد الرومي:
وهو المسجد الواقع جنوب مسجد العليوية.
مسجد إبراهيم الزويد:
وهو المسجد الواقع شرق مسجد سالم باتجاه الشمال خلف أسواق المسعود للجملة.
مسجد الخليج:
وهو المسجد الواقع في شمال شرق الحي الشمالي خلف أسواق المسعود للجملة قديماً.
ومن المساجد القديمة في الحي الجنوبي:
الجامع الجنوبي:
وهو من الجوامع القديمة حيث اسسه علي بن حمد الحمد حوالي عام1230 هـ أقدم مساجد الحي الجنوبي من وهو الزلفي.
مسجد الجديدة:
وهو المسجد الواقع شمال مدرسة صلاح الدين، وهو المسجد القديم الوحيد ما عدا المسجد الجامع.
مسجد الواصل:
ويرجع إلى عبد المحسن الواصل جد السلامة ويقع المسجد على طريق الروضة.
مسجد المجاهد:
وهو الواقع على طريق الروضة في غرب الحي الجنوبي واصله يرجع إلى أمير الزلفي السابق مجاهد العبد الله.
جامع الروضة:
ويقع في مركز الروضة الحي الواقع غرب الحي الجنوبي من مدينة الزلفي وهو من الجوامع القديمة واصله يرجع إلى سعود بن ناصر ويسمى قديما مسجد سعود.

## المنتزهات والمواقع السياحية
- منتزه المطل الشرقي ويقع على جبل طويق في المدخل الشرقي لزلفي على خط طريق الزلفي - حفر الباطن.
- منتزه المطل الغربية على نفوذ الثويراة ويقع في المدخل الغربي على الطريق الذي يصل الزلفي بسريع الرياض القصيم.
- منتزه دوار شارع التحلية
- منتزه خط الكويت
- موقع جزره
- قصر الأمير سعود بن عبد العزيز بن محمد آل سعود
- موقع معركة السبلة
- محمبة روضة السبلة
- قرية الجوى
- مركز سمنان
- قرية المر
- الكسر
- منتزه السعيدانية
- منتزه الزلفي الوطني
- الساروت
- المعيزلية
- عريعرة
- قصر الملك سعود
- البطين الشمالي
- البطين الجنوبي
- العقلة
- علقة التراثية

## المواقع الأثرية
1. بلدة العقلة
2. نقرة العبد القادر
3. عريعرة
4. المحاجي
5. علقه القديمة
6. الجرده
7. سوق فلاح (الزهرة)
8. أبو برقان
9. عشيرة
10. المنشأة الحجرية في وادي مرخ
11. المنشأة في وسويس
12. قلعة الدوشان
13. قلبان البيصية
14. الرداعات (مصائد الذئاب والضباع) في سويس
15. غار الهلالية بسمنان
16. قلعه الجريف بسمنان
17. طريق الإبل طلعة أم الذر
18. مسجد الرفيعه بسمنان
19. قصر الشيخ ابن عبدان
20. قصر الملك سعود
21. متاريس الأخوان

## الكليات
- كلية الزلفي للبنين
- كلية الزلفي للبنات
- كلية التقنية للبنين
- كلية العلوم بالزلفي
- جامعة الزلفي «الجديدة» تضم أغلب كليات مدينة الزلفي

## أهم الشوارع
- شارع الملك عبد العزيز (علقة)
- شارع الملك فهد
- شارع عمر بن الخطاب (الروضة)
- شارع الملك عبد الله (التحلية)
- شارع الملك سلمان (الاربعين)
- شارع الملك فيصل
- شارع الملك خالد

## المصانع
- مصنع مياة حياة
- مصنع التقنية للمعدات الزراعية
- مصانع اسلاك الحام
- مصانع الأثاث
- مصانع العقيد للبلاستك
- مصانع البان
- مصانع عصائر
- مصانع ثلج
- مصانع نجدية
- مصنع التمور

## الجمعيات الخيرية
- جمعية البر الخيرية بالزلفي
- الجمعية الخيرية لتحفيظ القران
- الجمعية الخيرية لرعاية الايتام (إنسان) فرع الزلفي
- رابطة العالم الإسلامي

## وصلات خارجية
- بلدية محافظة الزلفي
- الغرفة التجارية الصناعية بمحافظة الزلفي